# Dysalotosaurus
Dysalotosaurus (лат., буквально: неуловимый ящер) — род растительноядных динозавров из семейства дриозаврид клады игуанодонтов. Ископаемые остатки найдены в отложениях формации Тендагуру в Танзании, относящихся к верхней юре (верхний киммеридж, 155,7—150,8 млн лет назад). Включает единственный вид — Dysalotosaurus lettowvorbecki.
Вид назван немецким учёным-биологом Гансом Вирховом в 1919 году в честь офицера армии Германской империи Пауля фон Леттов-Форбека. Ранее валидность рода подвергалась сомнению, и он причислялся к родственному Dryosaurus, но новейшие исследования отвергают эту синонимию.

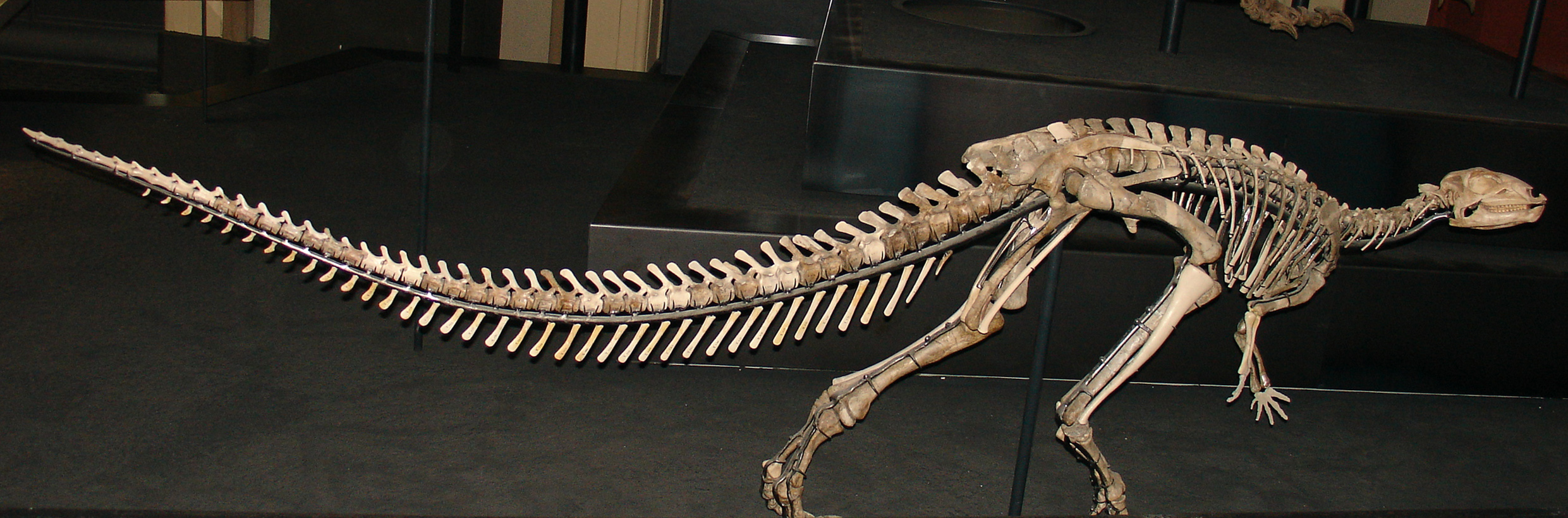
Реконструированный скелет Dysalotosaurus

## Палеобиология
Dysalotosaurus был выводковым динозавром, который пережил половую зрелость в десять лет, имел неопределённую структуру роста, и максимальные темпы роста, сопоставимые с таковыми у большого кенгуру.

### Исследование мозга
В 2013 году палеонтологи Стефан Лаутеншлагер и Том Хюбнер из Бристольского университета провели исследование мозга и внутреннего уха двух особей Dysalotosaurus: молодого трёхлетнего образца и взрослого 12-летнего. Используя КТ-сканирование и компьютерную 3D-визуализацию, учёные смогли реконструировать мозг и внутреннее ухо обоих образцов. Глядя на мозг и внутреннюю анатомию уха, исследователи обнаружили, что мозг Dysalotosaurus претерпел значительные изменения в процессе роста — скорее всего как реакция на окружающую среду и метаболические потребности. Тем не менее, важные части, ответственные за чувство слуха и познавательные процессы, уже были хорошо развиты у молодой особи. Это исследование имеет важные последствия для понимания того, как работал мозг динозавров.

## Палеопатология
В 2011 году палеонтологи Флориан Витцманн и Оливер Хампе от берлинского музея естествознания и их коллеги обнаружили, что деформация некоторых костей Dysalotosaurus была, вероятно, вызвана вирусной инфекцией, похожей на болезнь Педжета. Это самые древние следы вирусной инфекции, известные науке.